# Yle TV2
Yle TV2 est le nom de la deuxième chaîne du groupe de télévision publique finlandaise Yle. Lancée le 1er janvier 1966 sous le nom de TV Ohjelma 2 (« Programme TV 2 ») avec les trois émetteurs VHF de l'ancienne chaîne commerciale Oy Tesvisio AB créée en 1961 à Helsinki, Tampere et Turku, elle a développé son réseau en UHF dans tout le pays dans les années 1970. Auparavant chaîne quelque peu élitiste et classique, elle propose depuis sa refonte en mars 2012 des programmes musicaux, jeunesse, et sportifs. Son slogan, yllätä itsesi, signifie  « surprenez-vous ».

## Identité visuelle

Ancien logo de 2002 à 2012.

## Productions
- Downshiftaajat (2015-2017).